# Kazimierz Oborski (sędzia)
Kazimierz Oborski (ur. 12 listopada 1876 w Jezierzanach, zm. 23 grudnia 1934 w Lesku) – polski sędzia, działacz społeczny.

## Życiorys
Urodził się 12 listopada 1876 w Jezierzanach, w rodzinie Mieczysława (ur. ok. 1840) i Marceliny z Jachniewiczów. Kazimierz Oborski w 1894 zdał egzamin dojrzałości w C. K. Gimnazjum w Złoczowie. W okresie zaboru austriackiego w ramach autonomii galicyjskiej wstąpił do c. k. służby sądowniczej. Od około 1900 był auskultantem C. K. Sądu Obwodowego w Stanisławowie. Następnie, od około 1902 był adjunktem w C. K. Sądzie Obwodowym w Bełzie. Od około 1906 był adjunktem w Sądzie Powiatowym w Nadwórnie, a od około 1909 był tam sędzią. Od około 1911 był sędzią i naczelnikiem C. K. Sądu Powiatowego w Medenicach. Od około 1914 podczas I wojny światowej do około 1918 był sędzią i naczelnikiem C. K. Sądu Powiatowego w Lisku z tytułem radcy. U kresu wojny pełniąc funkcję wiceprezesa Organizacji Narodowej w Lisku, był współtwórcą Komitetu Obywatelskiego, w zamierzeniu mającego gwarantować zapewnienie aprowizacji i bezpieczeństwa. Po odzyskaniu przez Polskę niepodległości wstąpił do służby sądowniczej II Rzeczypospolitej. Był sędzią i naczelnikiem Sądu Powiatowego w Lisku. W Lisku był czołowym działaczem Związku Ludowo-Narodowego. 11 sierpnia 1924 został przeniesiony ze stanowiska naczelnika Sądu Powiatowego w Lisku na posadę sędziego Sądu Okręgowego w Sanoku, którym pozostawał w kolejnych latach, zaś od około 1930 do około 1932 został prezesem tegoż. Decyzją prezydenta RP z 8 września 1932 został przeniesiony w stan spoczynku.

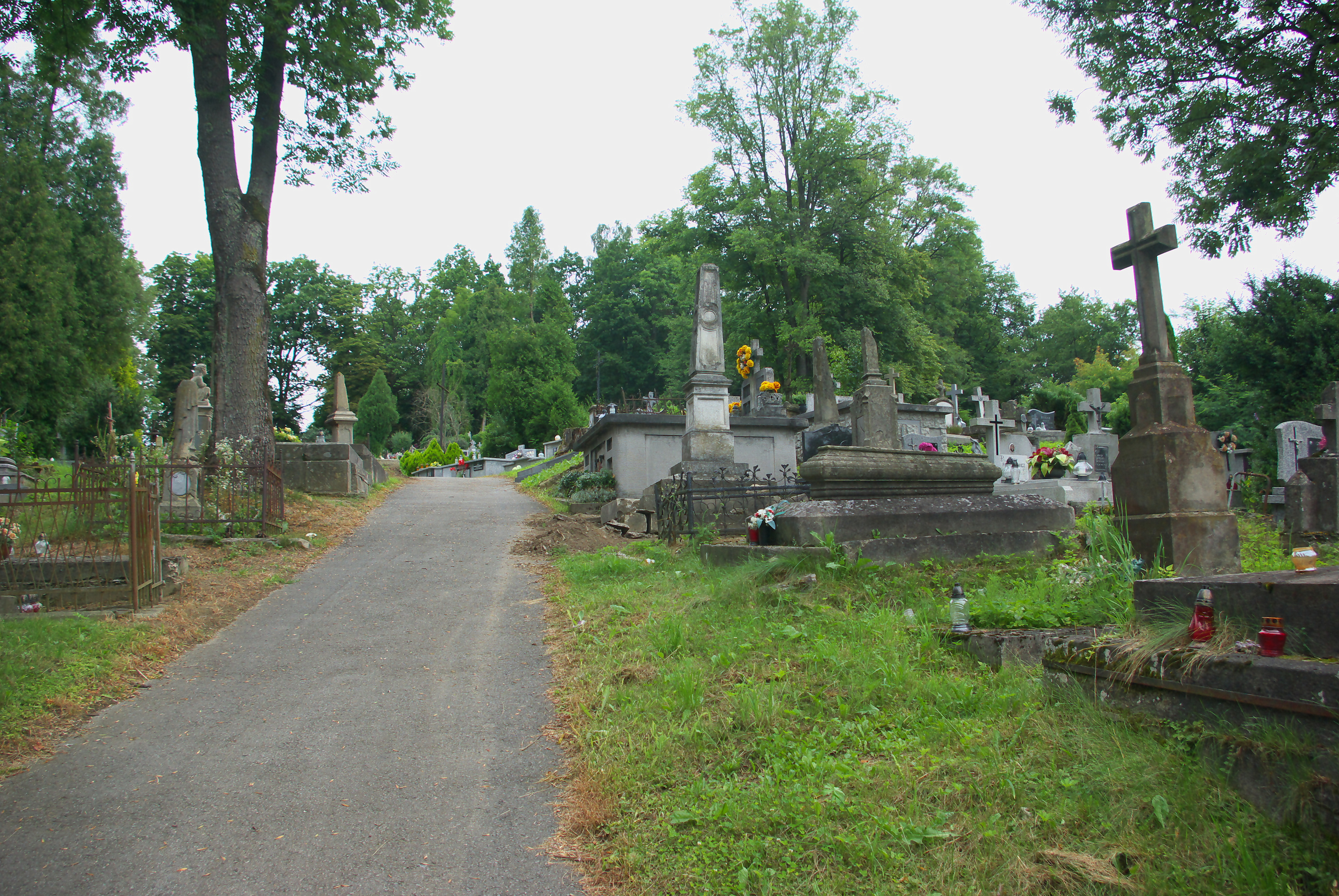
Główna aleja w starej części leskiego cmentarza

Był działaczem społecznym oraz w sferze narodowej i krzewienia polskości. Był założycielem gniazd Polskiego Towarzystwa Gimnastycznego „Sokół” w Bełzie i w Nadwórnie. Był także działaczem sokolim w Lisku. W tym mieście działał na rzecz propagowania sportu. Pełnił funkcję przewodniczącego Rady Opiekuńczej kierującej Katolickim Związkiem Młodzieży Rękodzielniczej i Przemysłowej w Sanoku. Należał do liskiego koła Towarzystwa Szkoły Ludowej i pełnił w nim funkcję członka zarządu.
Zmarł 23 grudnia 1934 w Lesku jako były sędzia SO w Sanoku. Został pochowany w głównej alei na cmentarzu w Lesku (krypta grobu pozostała bez pomnika i jest nieopisana).

## Ordery i odznaczenia
- Krzyż Wojenny za Zasługi Cywilne II klasy (Austro-Węgry, przed 1918)[21]
- Medal Jubileuszowy Pamiątkowy dla Cywilnych Funkcjonariuszów Państwowych (Austro-Węgry, przed 1914)[17]
- Krzyż Jubileuszowy dla Cywilnych Funkcjonariuszów Państwowych (Austro-Węgry, przed 1912)[15]